# Sylvain Francisco
Sylvain Francisco (Créteil, 10 de octubre de 1997) es un baloncestista francés que pertenece a la plantilla del BC Žalgiris de la LKL y la Euroliga. Con 1,85 metros de estatura, juega en la posición de base-escolta.

## Trayectoria deportiva
Es un base formado en la Liberty Christian Preparatory School de Tavares (Florida), antes de marchar a Francia para jugar en las filas del Metropolitans 92 en la temporada 2017-18, en el que juega 24 partidos de la Ligue Nationale de Basket-ball en los que promedia 3,54 puntos y 5 partidos de Eurocup con un promedio de 7,20 puntos.
En las temporadas 2018-19 y 2019-20, jugaría en las filas del Paris Basketball de la Pro B francesa, con un balance de 26 partidos con 9,65 puntos durante la primera temporada y 23 partidos disputados con 13,09 puntos en la segunda temporada.
En la temporada 2020-21 firma por el Chorale Roanne Basket de la Ligue Nationale de Basket-ball francesa, con unos promedios de 14,7 puntos por encuentro, 2,9 rebotes y 1,9 robos de media en los 32 partidos disputados. 
El 16 de agosto de 2021, llega a prueba con el Bàsquet Manresa de la Liga Endesa.
En la temporada 2022-23, firma por el Peristeri B.C. de la A1 Ethniki griega.
El 20 de julio de 2023, firma por el Bayern de Múnich de la BBL.
El 1 de julio de 2024 firmó contrato por una temporada más otra opcional con el BC Žalgiris de la LKL y la Euroliga.

## Selección nacional
Es internacional con la selección de baloncesto de Francia Sub-20 con la que jugó 7 encuentros en 2016.
Durante agosto y septiembre de 2023 fue integrante de la selección de Francia que participó en el Mundial de 2023 celebrado en Asia, y que finalizó en decimoctavo lugar.